# Camille Roth
Camille Roth est un chercheur en sciences sociales, sciences informatiques et sociologie.

## Biographie
Titulaire d'un doctorat en sciences sociales de l'École Polytechnique en 2005, couplée d'une double formation en mathématiques et physique à l'École des Ponts, en 2002 ainsi qu'en sciences cognitives à l'École des hautes études en sciences sociales, Camille Roth est un chercheur titulaire en sciences informatiques au CNRS.
Ses champs d'intérêts sont les réseaux socio-sémantiques, les dynamiques sociales (principalement dans le contexte des communautés en ligne), et de façon plus générale, la modélisation de systèmes sociaux complexes.